# Ramon Clausell i Llauger
Ramon Clausell i Llauger (Canet de Mar, Maresme, 1807 - ibid., 1869) fou prevere, mestre de capella i organista de Canet des del 1836. Va cursar la carrera eclesiàstica a Girona i alhora estudià amb l'organista de la mateixa catedral, J. Barba. El 23 d'abril de 1834 succeí a Josep Saurí en el magisteri de capella de la parroquial de Canet de Mar, càrrec que regí fins al 1868, dedicant-se a l'orgue i la composició. Durant el seu mestratge se celebraren, el 1857, les solemnes festes de la inauguració del nou santuari de la Mare de Déu de la Misericòrdia, a les quals hi tingué un paper destacat al capdavant de la capella.
Va compondre unes vint misses amb acompanyament orquestral, dos tedèums, villancicos i altres composicions religioses datades fins al 1866 que es conserven a l'arxiu musical de Canet de Mar.

## Obres
- Antífona per a 1 v i Ac
- Ària amb instr
- Avemaries per a 4 v i instr
- Càntic per a 3 v i Orq
- Cor per a 3 v i Orq[3]